# 保羅·卡拉斯
保羅·卡拉斯（1967年8月13日—）是以發現環繞著恆星的岩屑盤而著名的希臘裔的美國天文學家。卡拉斯的科學小組在距離地球25光年的北落師門觀察到第一顆有著軌道運動的可見光影像的系外行星，這顆行星被命名為北落師門b。

## 背景
卡拉斯因為喬治和瑪麗亞卡維爾印斯由希臘克里特島的赫拉克良移居到美國而出生在紐約。卡拉斯參加密西根底特律國家走讀學校，並在密西根大學的安納堡分校學習天文學和物理學。他在夏威夷大學的天文學家大衛·傑維特的指導下於1996年獲得天文學的博士學位。
卡拉斯在德國海德堡的馬克斯普朗克天文所、太空望遠鏡科學所和柏克萊加州大學進行博士後研究。在2006年，它成為柏克萊加州大學的兼任教授。
卡拉斯和他的妻子Aspasia Gika和女兒Maria-Nikoleta、Natalia一起生活在柏克萊加州大學。

## 發現
卡拉斯使用哈伯太空望遠鏡上的日冕儀和夏威夷大學在夏威夷毛納基山的2.2米望遠鏡發現了一些拱星盤。在1995年，他在繪架座β盤的光學影像中發現各種各樣不對稱的結構
。他是研究第一張鄰近的紅矮星顯微鏡AU和明亮的北落師門光學影像岩屑盤的首席科學家。
卡拉斯使用哈伯太空望遠鏡拍攝的影像揭露北落師門有一條由塵埃粒子構成的環帶，類似我們太陽系的古柏帶。然而，卡拉斯也發現這條環帶是狹窄的並在幾何上截止在15天文單位。這些特點被認為是北落師門的環帶在形態學上受到重力雕刻的強有力證據。
| 顯微鏡AU  | 2003年10月14日 |
| 北落師門  | 2004年5月17日  |
| HD 15115  | 2006年7月17日  |
| HD 53143  | 2004年9月11日  |
| HD 139664 | 2004年10月14日 |

## 外部連結
- The Circumstellar Disk Learning Site
- Kalas' homepage（页面存档备份，存于）
- Sky & Telescope Article on Fomalhaut discovery[]
- Space.com article on AU Microscopii discovery（页面存档备份，存于）
- New Scientist article on HD 53143 and HD 139664 discoveries[永久]